# Francisco Mendoza Pérez
Francisco Mendoza Pérez (Tunja, 1857, Bogotá, 1921) fue un político colombiano, miembro del Partido Liberal Colombiano.
Mendoza ocupó varios cargos públicos como gobernador de Boyacá entre 1888 y 1889 y luego de 1903 a 1909; secretario de hacienda de su departamento, constituyente de 1886, tesorero general de Colombia en 1898, consejero de estado de 1890 a 1904, ministro del tesoro encargado y ministro del interior durante la presidencia de José Manuel Marroquín.